# Florarctus glareolus
Florarctus glareolus is een soort in de taxonomische indeling van de beerdiertjes (Tardigrada). 
Het diertje behoort tot het geslacht Florarctus en behoort tot de familie Halechiniscidae. De wetenschappelijke naam van de soort werd voor het eerst geldig gepubliceerd in 1987 door Noda.